# Василенко Олександр Васильович (95 ОАеМБр)
Олекса́ндр Васи́льович Василе́нко (1994—2014) — солдат Збройних сил України, учасник російсько-української війни.

## З життєпису
Народився 1994 року в Ігнатполі Овруцького району. Закінчив Ігнатпільську ЗОШ.
У квітні 2013 року пішов на військову службу за контрактом. Гранатометник, 95-а окрема аеромобільна бригада.
27 липня 2014-го загинув у бою під Торезом. 30 липня похований в Ігнатполі.
Без Олександра лишились батьки і сестра.

## Вшанування пам'яті
- На фасаді школи, в якій він вчився, встановлено пам'ятну дошку.
- Одна з вулиць села названа на честь Олександра Василенка.

## Нагороди
За особисту мужність і героїзм, виявлені у захисті державного суверенітету та територіальної цілісності України, вірність військовій присязі нагороджений
- орденом «За мужність III ступеня» (14.11.2014) (посмертно)